# Sewai
Sewai è una suddivisione dell'India, classificata come census town, di 8.784 abitanti, situata nel distretto di Hazaribag, nello stato federato del Jharkhand. In base al numero di abitanti la città rientra nella classe V (da 5.000 a 9.999 persone).

## Geografia fisica
La città è situata a 23° 36' 27 N e 85° 40' 45 E.

## Società

### Evoluzione demografica
Al censimento del 2001 la popolazione di Sewai assommava a 8.784 persone, delle quali 4.679 maschi e 4.105 femmine. I bambini di età inferiore o uguale ai sei anni assommavano a 1.223, dei quali 626 maschi e 597 femmine. Infine, coloro che erano in grado di saper almeno leggere e scrivere erano 6.635, dei quali 3.860 maschi e 2.775 femmine.